# Margaret Scriven
Margaret Croft Scriven (Leeds, 17 agosto 1912 – Haslemere, 25 gennaio 2001) è stata una tennista britannica.

## Biografia
Vinse gli Open di Francia nel 1933, battendo in finale Simonne Mathieu con il punteggio di 6-2, 4-6, 6-4, e l'anno successivo sconfiggendo Helen Hull Jacobs per 7-5, 4-6, 6-1
Nel 1933 vinse, sempre a Parigi, vinse il torneo di doppio misto giocando in coppia con Jack Crawford riuscendo ad avere la meglio su Betty Nuthall e Fred Perry per 6-2, 6-3, nel 1935 vinse il doppio femminile sempre agli Open di Francia in coppia con Kay Stammers, sconfiggendo in finale Ida Adamoff e Hilde Krahwinkel Sperling con 6-4, 6-0